# Грузинофобия
Грузинофобия (Картвелофобия; груз. ქართველოფობია, от грузин и др.-греч. φόβος — страх) —  ксенофобия, недоверие, отвращение, неприятие или ощущение страха по отношению к представителям грузинской национальности, их стране и культуре, и иным аспектам, связанным с грузинской общностью.

## Армения
Согласно опросу, проведенному в июле 2007 года в Армении, 12% респондентов считали, что Грузия представляет собой политическую и экономическую угрозу, в то время как 9% считали ее важным партнером. По данным опроса 2013 года, большинство респондентов высказали противодействие бракам с грузинами (70% против 29% за). В отличие от этого, большинство одобряли ведение бизнеса с грузинами (67% за против 31%).

## Азербайджан
Согласно опросу 2013 года, большинство респондентов в Азербайджане высказали противодействие бракам с грузинами (94% против 5% за). В отличие от этого, большинство одобряли ведение бизнеса с грузинами (78% за против 20%).

## Иран
Статуя слова Аллах, выполненная иранскими грузинами из грузинских букв Мхедрули, должна была быть установлена на площади в Ферейдуншехр, Иран. При первой попытке установки статуи она не была установлена из-за противодействия со стороны луров. Через 120 дней её все же установили, но только на несколько часов ночью, после чего сняли и переместили из города.

## Россия
По данным российского центра защиты прав человека «Мемориал» на 2006 год «граждане Грузии или просто этнические грузины подвергаются незаконным массовым проверкам соблюдения режима пребывания» в России. Атмосфера страха для грузин в России «поддерживалась множеством антигрузинских материалов в средствах массовой информации, прежде всего, по телевидению».

Российские телеканалы активно поддерживали и оправдывали выделение грузин правительством через ежедневные новостные программы, а также еженедельные аналитические и политические передачи и специальные сериалы. Например, в начале октября на правительственном канале Первый канал одностороннее освещение исключительно представляло позицию официальных лиц и ведомств, регулярно связывая грузин с нарушениями закона, включая организованную преступность.— « Singled Out: Russia's Detention and Expulsion of Georgians» (PDF). Human Rights Watch. 19 (5(D)): 34—35. 2007.
Эта кампания особенно усилилась во время и после Русско-грузинской войны 2008 года. В месяцы, следующие за войной, дискриминация в отношении грузин в России была высока. Сванте Корнелл и С. Фредерик Старр описали ситуацию следующим образом:

Полицейские, налоговые, пожарные и другие проверочные группы были направлены в кафе, рестораны, отели, развлекательные центры и другие предприятия, принадлежащие этническим грузинам в России. Были отменены запланированные культурные мероприятия грузин. Водителей такси побуждали требовать идентификации от своих пассажиров и отказываться обслуживать их, если оказывалось, что они грузины. А также началась масштабная антигрузинская кампания в российских средствах массовой информации.
К началу октября 2008 года «антигрузинская кампания превратилась в настоящую охоту на ведьм». Санкции против Грузии были приняты Государственной Думой, а сроки виз для граждан Грузии были сокращены вдвое. Министр по вопросам реинтеграции Грузии Темур Якобашвили обвинил Россию в финансировании антигрузинской кампании в западных СМИ. После смены руководства в Грузии в 2012-2013 годах, когда Грузинская мечта сменила Единое национальное движение Михаила Саакашвили, «антигрузинская риторика Москвы смягчилась, так как сильная идеологическая оппозиция, часто поднимаемая предыдущим правительством Грузии, исчезла, и Россия сняла свои предыдущие эмбарго на грузинские вина и минеральные воды».
В 2012 году тогдашний премьер-министр Владимир Путин на ужине с журналистами заявил, что Борис Акунин, популярный писатель в России, поддерживает российскую оппозицию только потому, что «он этнический грузин».
В августе 2008 года оппозиционный активист Алексей Навальный назвал грузин «грызунами». Навальный позже извинился, но сказал, что «он придерживается других позиций, заявленных им в то время».

## См.также
- Азербайджанофобия
- Армянофобия